# Paula Devicq
Paula Michelle Devicq (Edmonton, Alberta, 7 de julio de 1965) es una actriz canadiense, conocida por su papel de Kirsten Bennett en el drama televisivo Party of Five.

## Vida y carrera
Nació en Edmonton y más tarde vivió en Vancouver. Comenzó su carrera como modelo a los 18 años. Como nativa de Edmonton y Vancouver, practicó patinaje artístico dos horas antes y después de la escuela todos los días. Trabajó principalmente en Nueva York y París, donde estuvo representada por las agencias de modelos Ford y Elite, y luego aparecería en portadas de revistas y en importantes campañas publicitarias para empresas como Estée Lauder.
Tuvo un paso por el Ensemble Studio Theatre de Nueva York antes de la audición para la serie Party of Five. Tras obtener el papel, se mudó a Los Ángeles, donde se rodó la serie. Desde 1994 hasta 2000, interpretó a Kirsten Bennett, la niñera de la familia Salinger, que lleva una relación sentimental con Charlie Salinger, el hermano mayor y guardián de la familia. Su personaje aparece en todas las temporadas, en el reparto principal de las temporadas 1, 2, 5 y 6, y como recurrente en las temporadas 3 y 4. Estuvo en pareja con Scott Wolf, uno de los protagonistas de la serie, durante 1996-1997.
Luego, interpretó a ADA Cynthia Bennington en la breve pero aclamada serie de la cadena A&E 100 Centre Street, protagonizada por Alan Arkin y dirigida por Sidney Lumet. Trabajando en la serie conoció a quien sería su esposo desde 2001 hasta 2009, Joseph Lyle Taylor.
Durante 2004 y 2005, tuvo un papel recurrente en la serie Rescue Me. Más tarde, trabajó en las películas First Dog, con Eric Roberts y Eliza Roberts, y Arbitrage, junto a Richard Gere y Susan Sarandon. En televisión, apareció como invitada en las series Law & Order, Law & Order: Criminal Intent y A Gifted Man.

## Filmografía

### Televisión
| Año       | Título                                   | Personaje                                 | Notas        |
| --------- | ---------------------------------------- | ----------------------------------------- | ------------ |
| 1994-2000 | Party of Five                            | Kirsten Bennett/ Kirsten Bennett Salinger | 99 episodios |
| 1995      | Wounded Heart (película para TV)         | Tracy Lance                               |              |
| 2001-2002 | 100 Centre Street                        | Cynthia Bennington                        | 14 episodios |
| 2004      | The Grid (Miniserie)                     | Jane McCann                               | 5 episodios  |
| 2004-2005 | Rescue Me                                | Sondra                                    | 6 episodios  |
| 2005      | Law & Order                              | Miranda Shea                              | 1 episodio   |
| 2005      | His and Her Christmas (película para TV) | Vicki Shaw                                |              |
| 2007      | Law & Order: Criminal Intent             | Christine Mayfield                        | 1 episodio   |
| 2011      | A Gifted Man                             | Elizabeth Salinger                        | 1 episodio   |

### Cine
| Año  | Título             | Personaje        |
| ---- | ------------------ | ---------------- |
| 1997 | Dinner and Driving | Laura            |
| 1999 | Kill the Man       | Vicki Livingston |
| 2004 | The Breakup Artist | Teresa           |
| 2006 | Mr. Gibb           | Holly            |
| 2010 | First Dog          | Vicky-Ann        |
| 2012 | Arbitrage          | Cindy            |
| 2016 | Destined           | April Smith      |
| 2019 | Finding Julia      | Jennifer Robson  |